# بيارن إيفرسن
بيارن إيفرسن (بالنرويجية البوكمول: Bjarne Iversen)‏ هو متزحلق نرويجي، ولد في 2 أكتوبر 1912 في كريستيانية في النرويج، وتوفي في 7 سبتمبر 1999 في نيتيدال في النرويج.

## وصلات خارجية
- بيارن إيفرسن على موقع الاتحاد الدولي للتزلج (التزلج الريفي) (الإنجليزية)
- بيارن إيفرسن على موقع أوليمبيديا (الإنجليزية)